# Hans Paus (1710-1770)
 For alternative betydninger, se Hans Paus. (Se også artikler, som begynder med Hans Paus)
Hans Paus (1710-1770) var en norsk historiker og jurist.
Paus var født i Vadsø i Finmarken, hvor faderen, Ludvig Christian Paus, der meget roses i Hammonds missionshistorie, den gang var sognepræst. Hans Paus blev 1732 immatrikuleret ved Københavns Universitet, men vendte så hjem til Finmarken og berejste i 2 år hele landskabet for at "give en udførlig historie" derom. Hvor han siden har opholdt sig, vides ikke, men omtrent 1741 kom han til København igen, tilbragte her 12 år og udfoldede nu en ikke ringe litterær virksomhed. 
Af hans skrifter fremhæves hans Corfits Ulfeldts Levned i 2 kvartbind (1746-47), fremkaldt, som han selv siger, ved Rothes Værk om Griffenfeld. Skriftet blev meget strængt bedømt af Hans Gram, men, som senere Paludan-Müller udtaler, man ser, at det dog har gjort indtryk på de samtidige og stiftet nogen nytte, thi det er vel talentløst skrevet, men dog ikke et værdiløst bidrag til historien. Nævnes kan også hans Danske og norske Dronningers summariske Levnedsbeskrivelse (1751). 
Hvad der dog især har gjort Paus bekjendt, er hans Samling af gamle norske Love (I-II, 1751-52). Samlingen er ikke fuldstændig, og Lovene meddeles paa et Par Undtagelser nær ikke i Grundsproget, men i dansk Oversættelse og det ikke efter gode Haandskrifter; Overskrifterne ere vildledende og de sproglige og juridiske Misforstaaelser mange. Ikke desto mindre er denne Oversættelse et mærkeligt Fænomen for sin Tid, thi man maa erindre, at, naar Hirdskraaen undtages, vare de gamle norske Love den Gang Almenheden omtrent ubekjendte. 
At denne samling nu er ganske overflødig, er en selvfølge, men dette gælder ikke helt om hans samtidig udgivne «Gamle Forordninger og Privilegier for Kongeriget Norge», der gaar til 1670. I et af sine Forord til sin Lovsamling udtaler P., at han «i 32 Aar haver fulgt Musernes Lejr ikkun som en Volontør»; han maa da mene, at det var 32 Aar, siden han begyndte at lære Latin. Han havde giftet sig med Anna Sørensdatter, Enke efter en Oluf Severin, og levede i trange kår. 
I 1753 blev Finmarkens Sorenskriveri ledigt, og til dette Embede blev han udnævnt samme år. Skønt han i sin Ansøgning om Sorenskriveriet fortæller, at han «i 19 Aar fornemmelig har laboreret paa Lovkyndigheden», havde han endnu ikke taget juridisk Examen; han tog den først samme år og det som dansk Jurist. I Finmarken fik han Bolig i Alten ved Talviks Kirke i en Egn, hvor Amtets fleste Embedsmænd boede samlede. 
Han har som Sorenskriver ikke udgivet trykte Skrifter, men de historiske Oplysninger, som findes i hans Amtmands, Hammers, «Underretning om Finmarkens Handel» (trykt i «Saml. t. d. norske Folks Sprog 
og Hist.» III), er (i Følge samme Samlinger V, 594) af P. Hans Kone døde 1760, men allerede 6 Uger efter hendes Begravelse blev han atter gift, med jomfrue Anna Kirstine Greve, med hvem han fik 
mange Børn, 1770 døde han af Slag (begravet 20. Juni).